# Mareuil-en-Brie
Mareuil-en-Brie är en kommun i departementet Marne i regionen Grand Est (tidigare regionen Champagne-Ardenne) i nordöstra Frankrike. Kommunen ligger i kantonen Montmort-Lucy som tillhör arrondissementet Épernay. År 2022 hade Mareuil-en-Brie 289 invånare.

## Befolkningsutveckling
Antalet invånare i kommunen Mareuil-en-Brie
| Referens: INSEE |